# Leslie Hunter

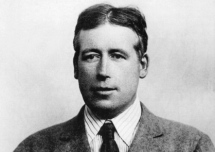
Leslie Hunter

George Leslie Hunter (Rothesay, Isle of Bute, 7 augustus 1877 - Glasgow, 6 december 1931) was een Schots kunstschilder. Hij wordt gerekend tot het postimpressionisme en behoorde tot de groep van Schotse coloristen.

## Leven en werk

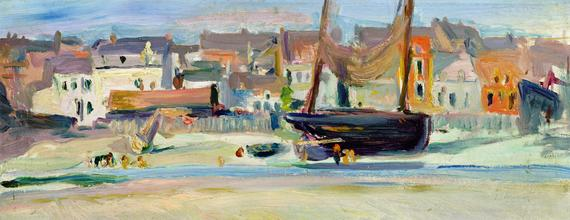
Leslie Hunter: Lower Largo, Fife, 1922

Hunter emigreerde op dertienjarige leeftijd naar Californië, waar hij ging werken als illustrator. In 1904 reisde hij naar Parijs, waar hij sterk onder de indruk kwam van de nieuwe Franse kunststromingen, waarvan de invloeden in Amerika aan hem waren voorbijgegaan. In 1905 keerde hij terug naar San Francisco, bereidde een solo-expositie voor met nieuw werk, maar bij de aardbeving van 1906 ging zijn gehele collectie verloren. Vervolgens keerde hij naar Schotland terug en vestigde zich te Glasgow.
Terug in Schotland bleef Hunter werken als illustrator en schilderde veel stillevens in 'Hollandse stijl', vaak tegen een donkere achtergrond. In 1914 werkte hij een poos in de schilderskolonie te Étaples. In 1915 had hij een succesvolle tentoonstelling in Glasgow samen met Alexander Reid. Later exposeerde hij ook meermaals in de Royal Glasgow Institute of the Fine Arts.
Rond 1920 begin Hunter zich vooral toe te leggen op de landschapschilderkunst, vooral beïnvloed door Paul Cezanne, Henri Matisse en Claude Monet. Hij raakte geassocieerd met de Schotse schilders John Duncan Fergusson, Francis Cadell en Samuel Peploe, met wie hij samen de groep der 'Schotse coloristen' zou vormen. Ze werden sterk beïnvloed door het postimpressionisme en het fauvisme en vielen op door hun energieke kleurgebruik.
In 1922 maakte Hunter een reis door Europa en bezocht Parijs, Venetië en Florence. Van 1922 tot 1927 zou hij vervolgens vaak schilderen in het Schotse graafschap Fife, waar hij vooral werd gefascineerd door de prachtige uitzichten op Loch Lomond. Tussen 1927 en 1929 werkte hij veel aan de Côte d'Azur, waarna hij een succesvolle expositie had in de Ferargil Galleries te New York. Kort na zijn terugkeer werd hij echter ziek. Hij herstelde nog even, maar in 1931 overleed hij na een niet-gelukte maagoperatie, 54 jaar oud.

## Portretten

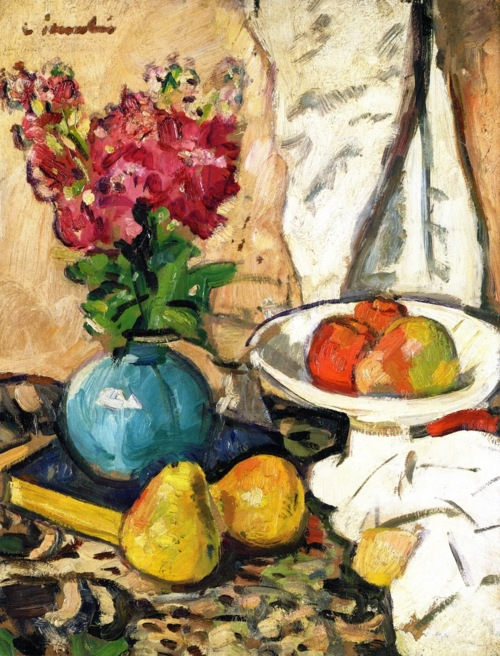
Still Life with Fruit and Flowers in a Green Vase
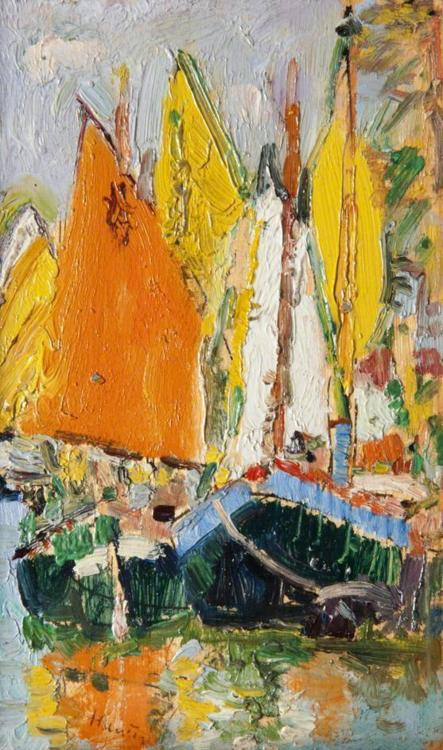
Sails, Venice
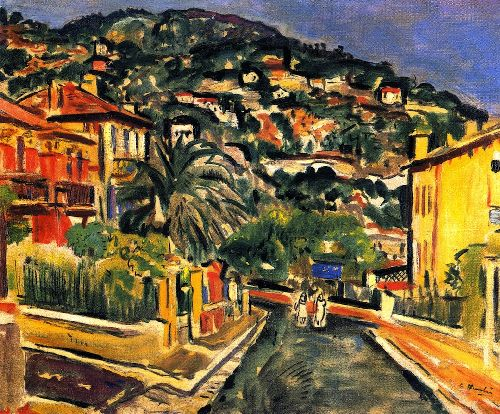
Street Scene in Venice
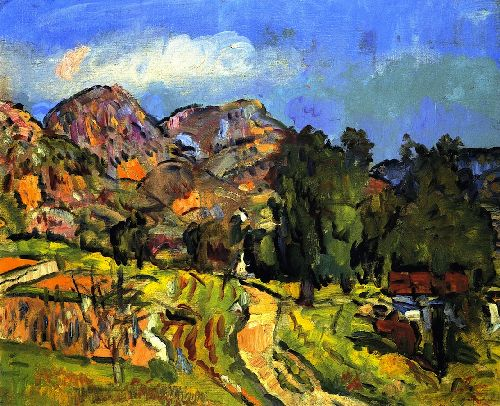
Provencal Landscape
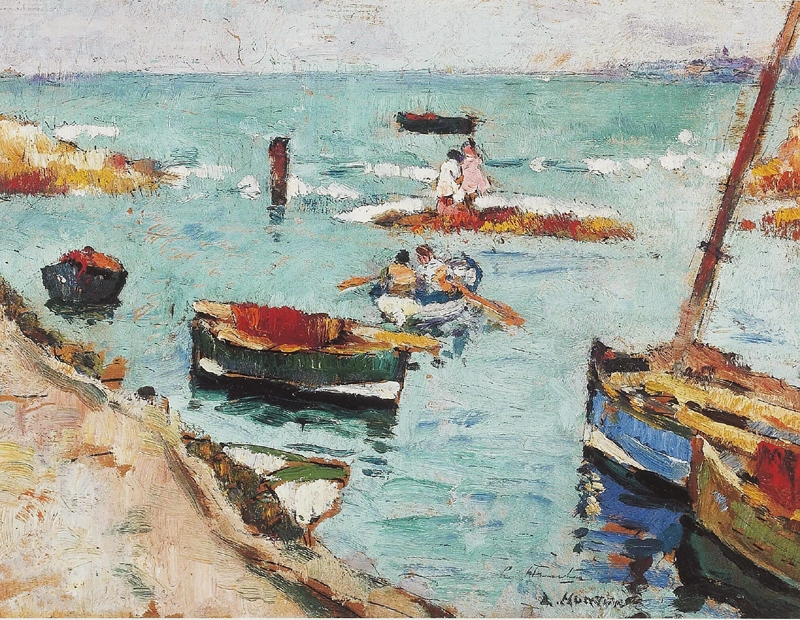
Boats, Lower Largo
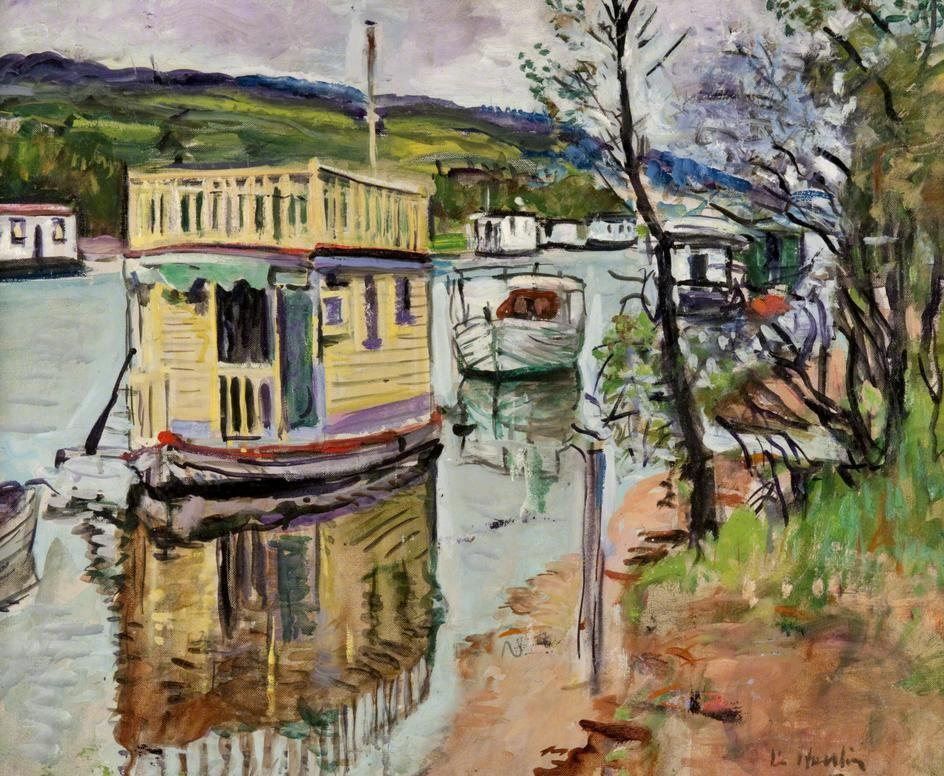
House boats, Loch Lomond
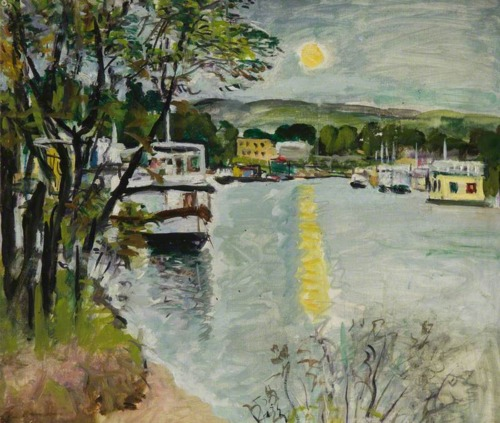
Moonlight, Loch Lomond
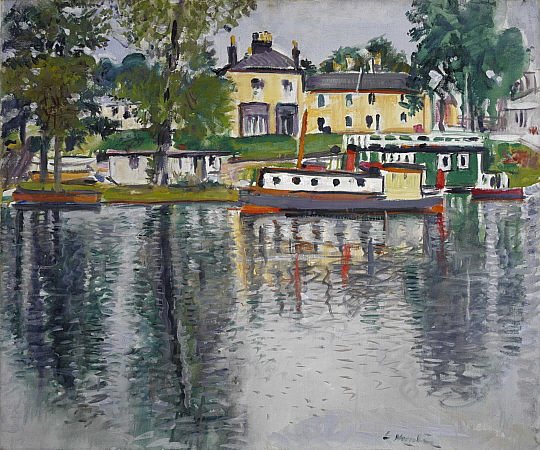
Reflections, Loch Lomond
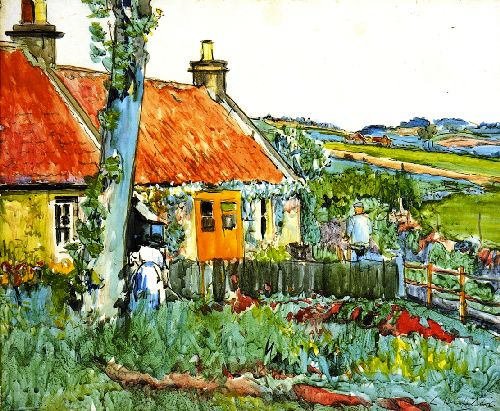
Cottage near Largo
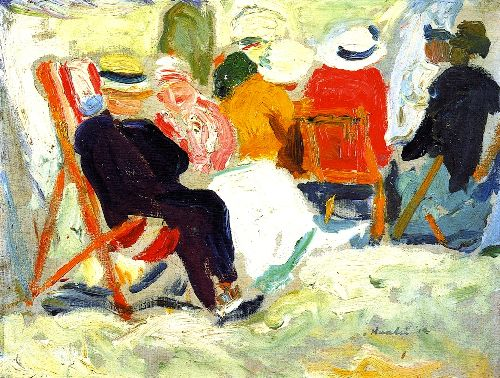
Étaples

## Weblinks
- (en) Hunter op Artcyclopedia
- (en) Hunter op de Scottish Gallery
- (en) Hunter op de site van Tate Gallery
- (en) Site over de Schotse colouristen

- Art Gallery of South Australia: 2791
- Gemeinsame Normdatei: 122649893
- International Standard Name Identifier: 0000 0001 1752 5389
- Library of Congress Control Number: n84208850
- National Gallery of Victoria: 1039
- Nederlandse Thesaurus van Auteursnamen: 314794425
- RKD-Nederlands Instituut voor Kunstgeschiedenis: 40661
- SNAC: w63b7ghc
- Système universitaire de documentation: 080084885
- Union List of Artist Names: 500014067
- Virtual International Authority File: 26017726
- WorldCat: E39PBJkdhDYbVwFXqXfgWC8Qv3